# The Plastic People of the Universe
The Plastic People of the Universe (PPU) — чешская рок-группа из Праги. Они считаются выдающимися представителями пражской андеграундной культуры (1968—1989), которая бросила вызов коммунистическому режиму Чехословакии. Члены группы часто подвергались серьезным преследованиям, включая аресты и судебные преследования, из-за своих нонконформистских идеалов. Группа продолжает выступать, несмотря на смерть в 2001 году ее основателя, главного композитора и басиста Милана Главсы. К 2023 году они выпустили девять студийных альбомов и более десятка концертных альбомов.
В 2016 году группа раскололась на две части из-за внутренних разногласий. В состав первоначальной группы вошли лидер группы Йозеф Яничек, Вратислав Брабенец, Ярослав Квасничка, Джонни Юдл-младший и Давид Бабка. Вторая отколовшаяся группа, выступающая под названием «Plastic People of the Universe/New Generation», состоит из Иржи Кабеша, Йозефа Карафиата, Якуба Колачека, Венцы Бржезины и Войтеха Старого.

## История

### Формирование и ранние годы: 1968—1974
С января по август 1968 года при руководстве лидера Коммунистической партии Александра Дубчека чехословаки пережили Пражскую весну. В августе советские войска и войска других стран Варшавского договора вторглись в страну, что привело к свержению правительства Дубчека. Наступил период, который стал известен как «нормализация». Менее чем через месяц после вторжения басист Милан Главса, которому на тот момент было семнадцать лет, сформировал группу Plastic People of the Universe. Остальная часть группы состояла из Михала Ернека (вокал, кларнет), Иржи «Пршемысла» Штевича (гитара) и Йозефа Брабца (ударные). Несколько месяцев спустя Павел Земан заменил Брабеца, а к группе присоединился гитарист и клавишник Йозеф Яничек.
Группа находилась под сильным влиянием Фрэнка Заппы и Velvet Underground (группа Заппы Mothers of Invention включила песню «Plastic People» в свой альбом 1967 года Absolutely Free, что и вдохновило чешскую группу на название). Чешский историк искусства и культурный критик Иван Йироус стал менеджером/художественным руководителем группы в следующем году, выполнив роль, схожую с ролью Энди Уорхола в Velvet Underground. В этот момент состав группы изменился, и Йироус познакомил Главсу с гитаристом Йозефом Яничком и альтистом Иржи Кабешем, которые вместе с саксофонистом Вратиславом Брабенцем составили ядро группы с постоянно меняющимся составом барабанщиков, в который входили Иржи Шула, Ярослав Вожняк, Ян Шнайдер и Ян Брабец. Объединенное чешское коммунистическое правительство отозвало музыкальную лицензию группы в 1970 году.
Поскольку Йироус считал, что английский является основным языком рок-музыки, он попросил Пола Уилсона, канадца, преподававшего английский в Праге, научить группу текстам американских песен, которые они исполняли, и перевести их оригинальный чешский материал на английский. Уилсон был солистом группы с 1970 по 1972 год. В это время репертуар группы в значительной степени состоял из песен the Velvet Underground и the Fugs. Единственными песнями, исполненными на чешском языке в этот период, были «На сосновой ветви» и «Руже а мртви», тексты которых были написаны чешским поэтом Иржи Коларжем. Поскольку группе не разрешалось записывать свою музыку, фанаты распространяли контрабандные копии концертных материалов, ремастированные версии которых были выпущены много лет спустя под названиями «Муж без тебя» (2002), «Вожралей яка сливы» (1997), «Do lesíčka na čekanou» (2006), «Беда каждый день» (2002) и «Слава государству срама» (2000).
После ухода Уилсона PPU обратилась к поэту и леворадикальному оппозиционеру Эгону Бонди, чье творчество было запрещено правительством. В последующие три года тексты песен Бонди практически полностью доминировали в музыке PPU. В декабре 1974 года группа записала свой первый студийный альбом Egon Bondy’s Happy Hearts Club Banned (название обыгрывает название песни Sgt. Pepper’s Lonely Hearts Club Band группы The Beatles), который был выпущен во Франции в 1978 году. 

### Преследование, суд и последствия: 1974—1988 гг.
В 1974 году тысячи людей приехали из Праги в Ческе-Будеёвице, чтобы увидеть выступление PPU. Их остановила полиция и отправила обратно в Прагу, а несколько студентов были арестованы. Группа была вынуждена уйти в подполье вплоть до Бархатной революции 1989 года. Поскольку они не могли выступать открыто, в 1970-х годах вокруг них сформировалось целое подпольное культурное движение. Сторонников движения часто называли «маничками» — термином, обозначавшим в ту эпоху мужчин с длинными волосами. 
В 1976 году PPU и другие представители андеграундной сцены были арестованы и преданы показательному суду (после выступления на Втором фестивале другой культуры) коммунистическим правительством. Их признали виновными в «организованном нарушении общественного порядка» и приговорили к тюремному заключению сроком от восьми до восемнадцати месяцев. Пол Уилсон был депортирован, несмотря на то, что покинул группу в 1972 году. Среди других художников, которые также пострадали от ареста и преследований после этого события, были Павел Зайичек, Сватоплук Карасек и Франтишек Старек. Выйдя из тюрьмы, PPU продолжили заниматься музыкой. В ответ на преследования они записали ряд композиций, которые вошли в альбом Kolejnice dúni, выпущенный в 2000 году.
Хотя PPU не была связана с политикой, обвинения коммунистического режима в ее адрес привели к различным протестам. Частично именно в ответ на аресты и преследования драматург Вацлав Гавел и другие написали Хартию 77. Судебный процесс над PPU стал важной вехой в борьбе против коммунистического режима в Чехословакии.
В 1978 году PPU записали пасхальный альбом Pašijové hry velikonoční (выпущенный в Канаде под названием The Passion Play издательством Пола Уилсона, Boží Mlýn Productions). «Как будет после смерти», положивший на музыку поэзию Ладислава Климы, вышел в 1979 году, а в 1980 году — «Co znamená vésti koně». В 1982 году тайная полиция вынудила Брабенца покинуть страну в рамках Akce Asanace («Акта о санитарии») и эмигрировать в Канаду. После его ухода группа выпустила альбомы Hovězí porážka в 1983 году и Půlnoční myš в 1986 году. В то время в состав PPU входили кларнетист Петр Плацак, виолончелист Томаш Шилла, гитарист Милан Шелингер (брат Иржи Шелингера) и вокалистка Михаэла Поханкова.
Несмотря на столкновения с правительством, музыканты никогда не считали себя активистами и всегда заявляли, что хотят только играть свою музыку. Весной 1987 года было организовано два легальных концерта, но оба в конечном итоге были отменены организаторами под давлением полиции. Это привело к разногласиям между участниками группы, и в конечном итоге группа распалась. Главаша, Яничек и Кабеш сформировали группу Полночь, которая выступала публично с 1988 года и год спустя даже получила разрешение на гастроли в США. В начале 1990-х годов Полночь записала два альбома.

### Воссоединение, смерть Главсы и продолжение: 1997—2014
После Бархатной революции 1989 года единственный концерт PPU состоялся в 1992 году, в старом составе: Главаша, Яничек, Штевич, Йернек и Земан. Эта песня была записана и выпущена под названием Bez ohňů je underground в 1993 году. В 1997 году Главса в сотрудничестве с Яном Возари (Oceán) выпустил концертный альбом Magické noci 1997, в который вошли старые песни Plastic People в современной электронной аранжировке. Альбом был выпущен только в 2021 году. Также в 1997 году по предложению президента Гавела PPU воссоединилась в честь двадцатой годовщины Хартии 77. В их состав входили Главса, Брабенец, Яничек, Кабеш, Брабец, а также Джо Карафиат. В том же году они выпустили концертный альбом The Plastic People of the Universe и продолжили гастролировать.
В 1999 году вместе с Лу Ридом PP U выступали в Белом доме во время государственного визита Вацлава Гавела.
Милан Главса умер от рака легких в 2001 году. После этого участники PPU не были уверены, стоит ли продолжать деятельность без своего фронтмена и основного автора песен, но после долгих обсуждений они решили почтить его память, сохранив группу. В том же году они опубликовали сборник неизданных композиций Главсы под названием Líně s tebou spím / Lazy Love — In Memoriam Mejla Hlavsa.
Эва Турнова из DG 307 стала новым басистом группы. За ударные инструменты отвечал Людвик Кандл (Hudba Praha) (в 2009 году его заменил Ярослав Квасничка), а в 2001—2009 годах в состав PPU входил контрабасист Иван Бирханцл, который некоторое время выступал с группой в 1970-х годах.
В 2003 году Верховный суд Чешской Республики отменил приговоры 1976 года в отношении членов ППУ. Впоследствии, в сотрудничестве с Agon Orchestra, группа перезаписала два своих старых концептуальных альбома: Как будет после смерти 1979 года (записанный в 2003 году и выпущенный в 2010 году как Obešel já poli pět) и Pašijové hry velikonoční 1978 года (записанный и выпущенный в 2004 году).
Интерес к группе возродился в 2006 году благодаря пьесе «Рок-н-ролл» Тома Стоппарда, в которой были представлены две их песни, а несколько персонажей обсуждали музыку группы и ее влияние на чешское общество. Стоппард консультировался с бывшим членом PPU Полом Уилсоном во время написания пьесы, которую Уилсон описал как «удивительный подвиг воображения».
В декабре 2009 года PPU выпустили свой первый студийный альбом с 2001 года, а также первый альбом без Главсы под названием Maska za maskou.
В 2014 году Plastic People of the Universe объединились с Брненской филармонией для симфонического исполнения своего альбома 1981 года Co znamená vésti koně.

### Споры и разногласия: 2015-настоящее время
Вскоре между членами PPU возникли разногласия, и произошел заметный раскол. Квасничка и Турнова ушли. 17 ноября 2015 года группа снова выступила с Брненской филармонией, а запись концерта была опубликована в 2017 году. Поскольку концерт репетировался вместе с двумя недавно ушедшими участниками, Квасничка и Турнова были вынуждены выступать, с чем Кабеш не согласился, и это впоследствии привело к его уходу. Карафиат вскоре последовал его примеру. После концерта Брабенец также объявил о своем уходе, а в январе 2016 года Яничек ушел.
Затем Кабеш и Карафиат добавили в состав группы басиста Томаша Скрживанека, барабанщика Яна Ежека и клавишника Войтеха Старого и решили продолжить работу под названием The Plastic People of the Universe/New Generation, позже вернувшись к первоначальному названию. С другой стороны, ушедшие из состава группы (Брабенец, Яничек, Квасничка) продолжили свою деятельность как отдельное подразделение, хотя и использовали первоначальное название PPU. Они отправились в тур с материалом Co znamená vésti koně, выступив в украинском Харькове 18 октября 2016 года в рамках празднования восьмидесятилетия Вацлава Гавела. Оба состава, с басистом Джонни Джадлом-младшим и гитаристом Давидом Бабкой, присоединившимися к группе Брабенека, впоследствии выступали под одним и тем же названием, и возникли споры о том, кто были «настоящие» PPU.
В 2018 году PPU отметило свое пятидесятилетие. Кульминацией торжеств стал аншлаговый концерт группы Брабенца в пражском дворце Акрополь. В мероприятии приняли участие несколько предыдущих членов группы, в том числе Йозеф Рёсслер, Владимир Дедек, Томаш Шилла, Ян Брабец и Петр Плацак.

## Участники группы

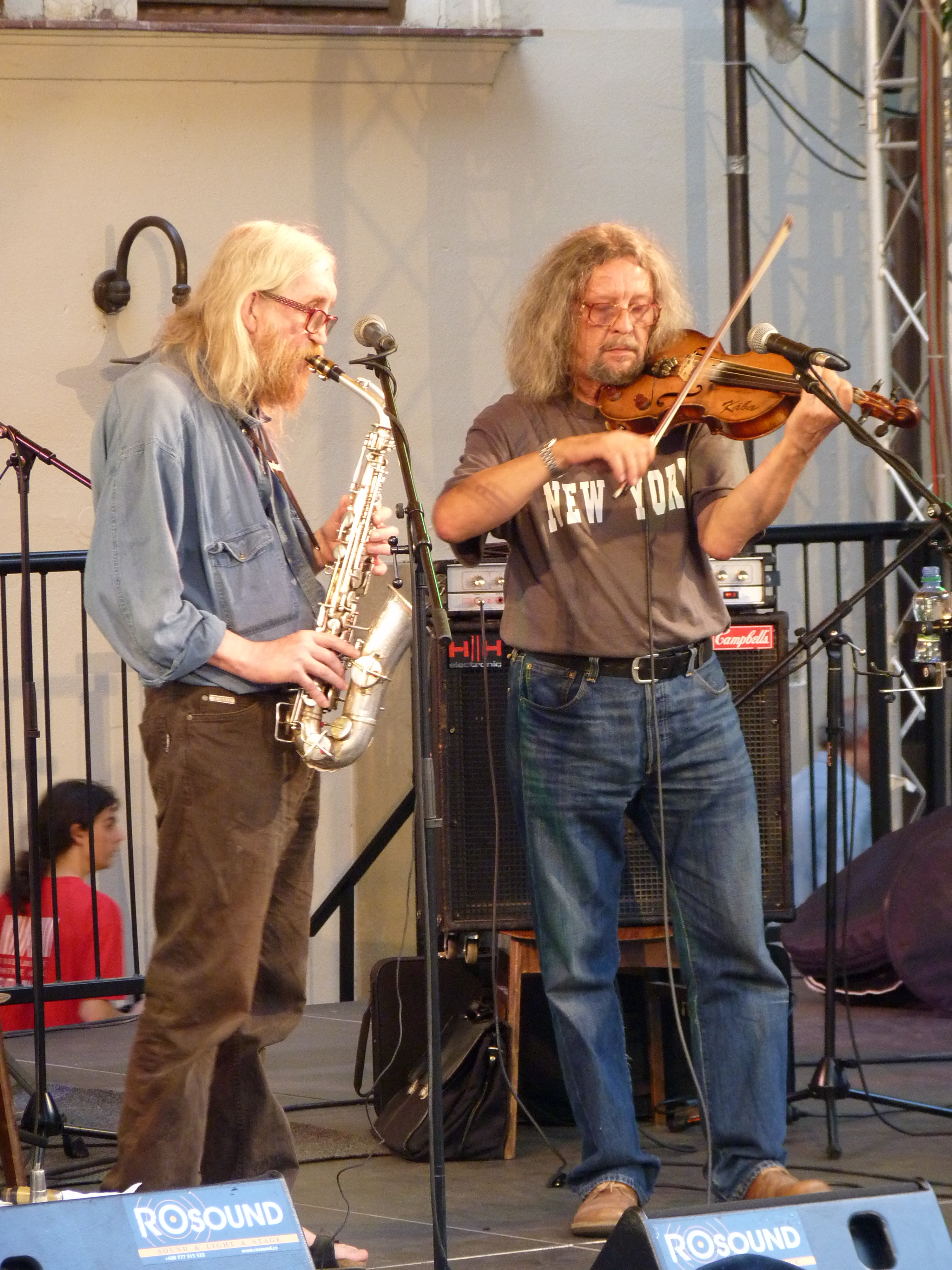
Вратислав Брабенец (слева) и Иржи Кабеш, 2010 г.

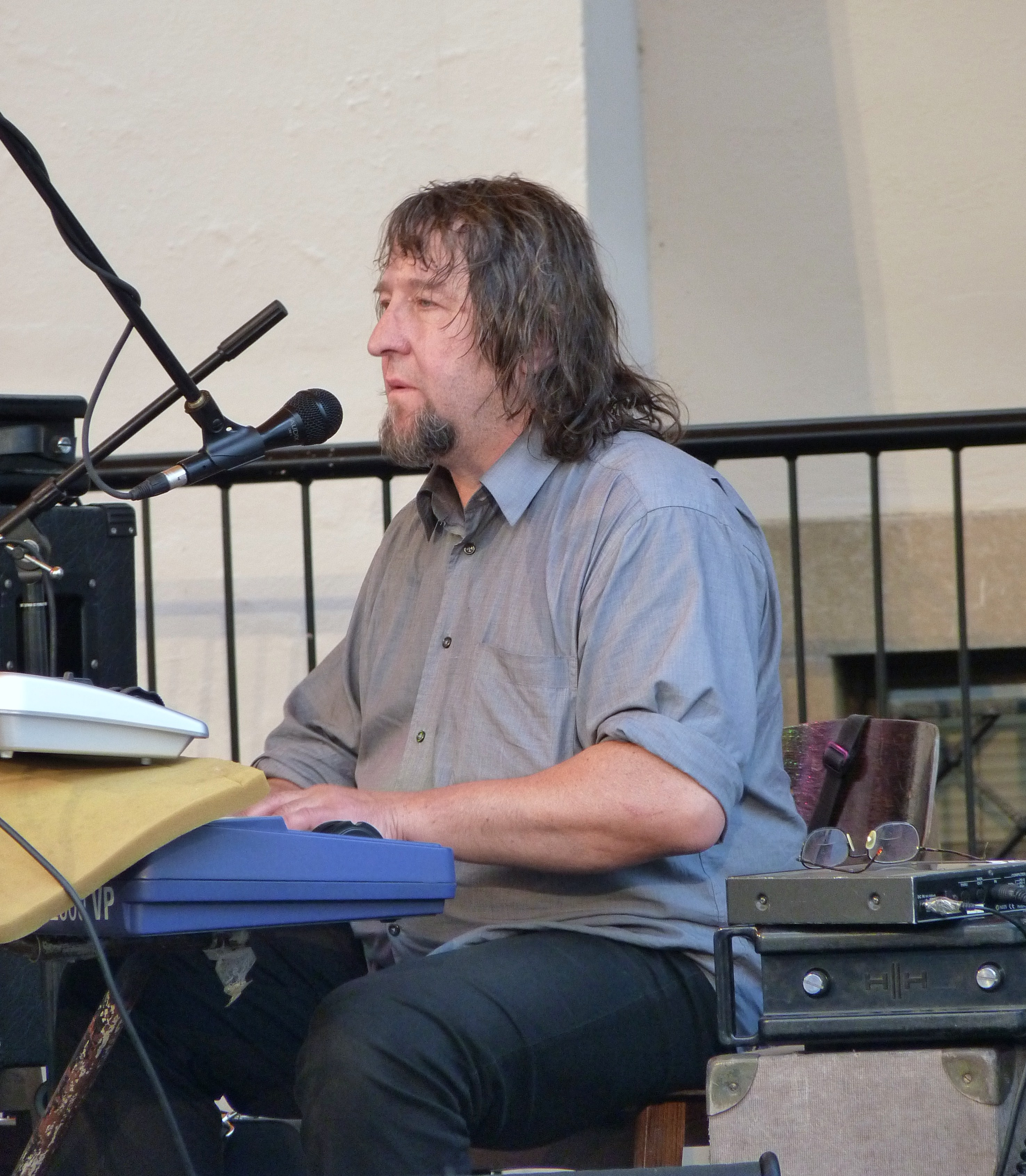
Йозеф Яничек (2010)

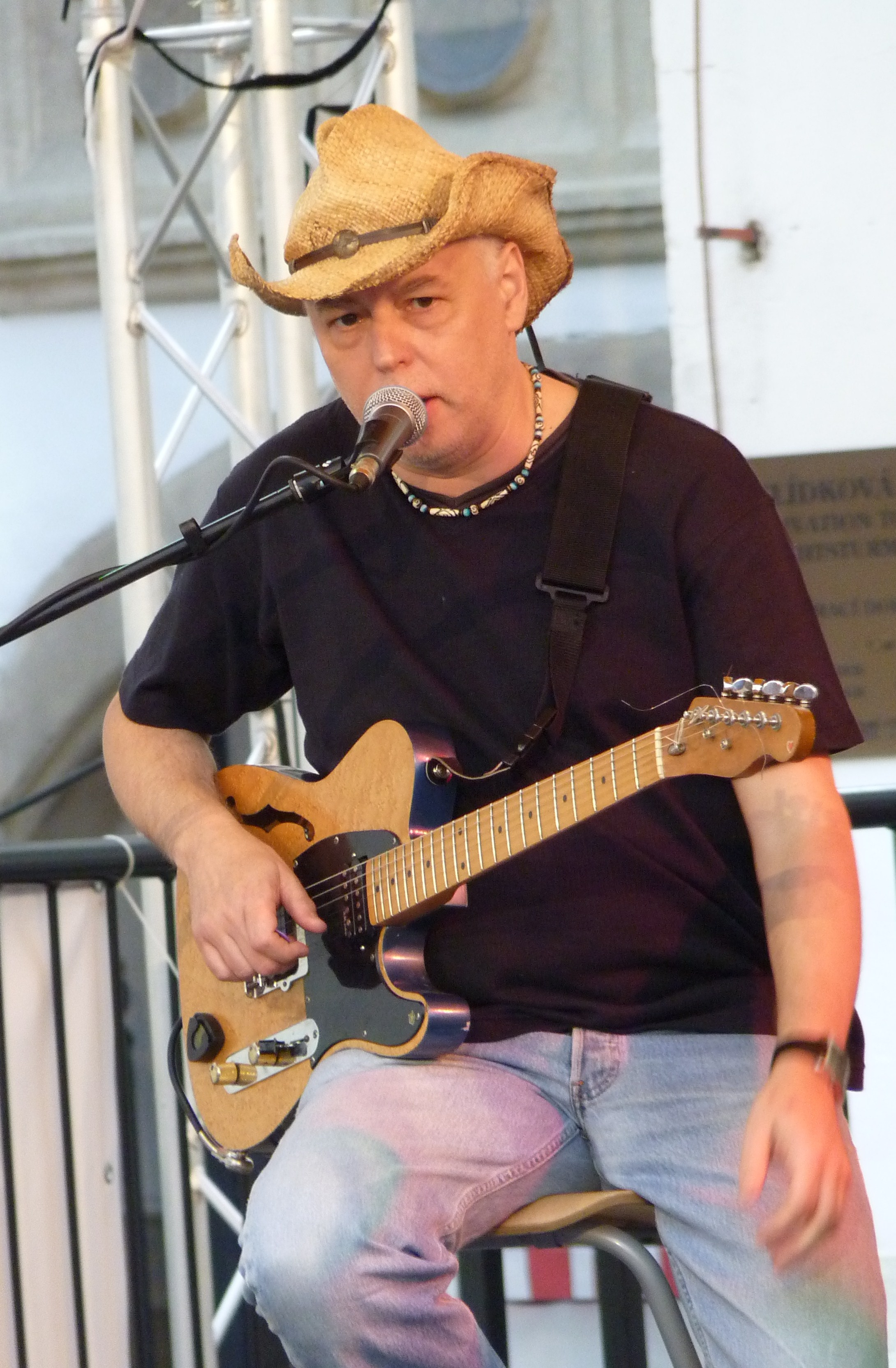
Йозеф Карафиат (2010)

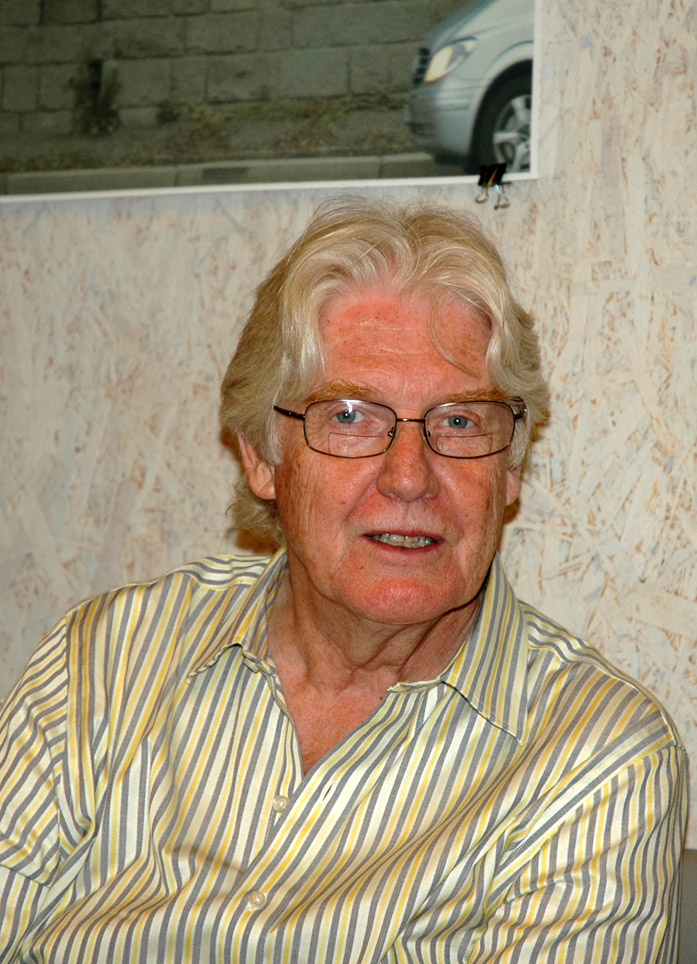
Пол Уилсон, Прага, 2012 г.

### The Plastic People of the Universe
- Вратислав Брабенец — саксофон, кларнет, вокал (1972—1982, 1997-настоящее время)
- Йозеф Яничек — клавишные, вокал (1969—1988, 1997 — настоящее время)
- Ярослав Квасничка — ударные, вокал (2009 — настоящее время)
- Джонни Джадл-младший — бас-гитара, вокал (2016-настоящее время)
- Дэвид Бабка — гитары (2016-настоящее время)

### The Plastic People of the Universe/New Generation
- Иржи Кабеш — альт, терменвокс, вокал (1971—1988, 1997 — настоящее время)
- Джо Карафиат — гитары, вокал (1997 — настоящее время)
- Якуб Колачек — ударные
- Венца Бржезина — бас
- Войтех Старый — клавишные (2016 — настоящее время)

### Бывшие члены (некоторые)
- Милан «Мейла» Главса — бас, вокал (1968—1988, 1997—2001)
- Михал Йернек — саксофон, кларнет, вокал (1968—1970)
- Иржи Штевич — гитара, вокал (1968—1970, 1972)
- Йозеф Брабец — ударные (1968—1969)
- Павел Земан — ударные (1969—1973, 1977)
- Пол Уилсон — гитара, вокал (1970—1972)
- Ян Йилек — труба (1972)
- Иржи Шула — ударные (1973—1974)
- Ярослав Вожняк — ударные (1974—1977)
- Отакар Михл — гитара (1977)
- Ян Брабец — ударные (1977—1988, 1997—1999)
- Павел Зайичек — вокал (1978)
- Ярослав Унгер — вокал (1978)
- Ладислав Лештина — электроскрипка, терменвокс (1978, 1980—1986)
- Иван Бирханцл — контрабас (1978—1979, 2001—2009)
- Ян Шнайдер — ударные (1978)
- Йозеф «Бобеш» Рёсслер — кларнет, вокал (1980—1981)
- Петр Плацак — кларнет (1983)
- Вацлав Стадник — кларнет (1983)
- Ян Махачек — гитара (1984)
- Владимир Дедек — тромбон (1984—1986)
- Милан Шелингер — гитара (1986—1987)
- Михаэла Поханкова — вокал (1986—1988)
- Томаш Шилла — виолончель (1986—1988)
- Людвик «Эман» Кандл — ударные (1999—2009)
- Эва Турнова — бас, вокал (2001—2015)
- Томаш Скрживанек — бас (PPU / New Generation — 2016—2018)
- Ян Ежек — ударные (PPU/New Generation — 2016—2018)

## Дискография
| Студийные альбомы                      | Студийные альбомы | Студийные альбомы                                      | Студийные альбомы | Студийные альбомы                  |
| Имя                                    | Год записи        | Выпущено за рубежом                                    | Выпущено в Чехии  | Примечания                         |
| -------------------------------------- | ----------------- | ------------------------------------------------------ | ----------------- | ---------------------------------- |
| Запрещен клуб Happy Hearts Эгона Бонди | 1975              | Божи Млин (Канада), SCOPA Invisible (Франция), 1978 г. | Глобус, 2001      |                                    |
| Pašijové hry velikonoční               | 1978              | Божий Млын, 1980                                       | Глобус, 1998      |                                    |
| Якобы по смрити                        | 1979              |                                                        | Глобус, 1992      |                                    |
| Co znamená vésti koně                  | 1981              | Божий Млын, 1983                                       | Глобус, 2002      |                                    |
| Колейнице дуни                         | 1977-1982         |                                                        | Глобус, 2000      |                                    |
| Hovězí porážka                         | 1984              |                                                        | Глобус, 1992      |                                    |
| Полночная мышь                         | 1986              | Фридония (Великобритания), 1987                        | Глобус, 2001      |                                    |
| Líně s tebou spím / Ленивая любовь     | 2001              |                                                        | Глобус, 2001      | с субтитрами «Памяти Мейлы Главсы» |
| Маска за маску                         | 2009              |                                                        | Партизан, 2009    |                                    |

| Концертные альбомы                | Концертные альбомы | Концертные альбомы                      | Концертные альбомы                         |
| Имя                               | Год записи         | Выпущен в Чехии                         | Записи                                     |
| --------------------------------- | ------------------ | --------------------------------------- | ------------------------------------------ |
| Мужчина без тебя                  | 1969-1972          | Глобус, 2002                            |                                            |
| У лесички на чекану               | 1973               | Guerilla, 2006                          | Двойной альбом                             |
| Вожралей яка сливы                | 1973-1975          | Глобус, 1997                            |                                            |
| Добро пожаловать в город ханобени | 1976-1977          | Глобус, 2000                            |                                            |
| Неприятности каждый день          | 1971-1977          | Глобус, 2002                            | Крышки                                     |
| Без него я под землей             | 1992               | «Глобус», 1993                          |                                            |
| Пластиковые люди Вселенной        | 1997               | Aion/Globus, 1997                       |                                            |
| Пашиев день                       | 2004               | Компания «Книга Хана», 2004             | совместно с оркестром Agon                 |
| «Обитель моего отца»              | 2003               | «Партизанка», 2010                      | с оркестром «Агон»                         |
| Опера «Нон-стоп»                  | 2011               | Партизан, 2011                          |                                            |
| Со знаменем всего мира            | 2015               | Инди-фестиваль «Счастливые тропы», 2017 | совместно с филармоническим оркестром Брно |
| Апокалиптический птак             | 1976               | Гален, 2017                             |                                            |
| Магия ночи, 1997                  | 1997               | Партизанский отряд, 2021 год            |                                            |
| Пражский град в прямом эфире 1997 | 1997               | Партизанский отряд, 2022 год            |                                            |

| Компиляции                                              | Компиляции   | Компиляции                                      |
| Name                                                    | Released     | Notes                                           |
| ------------------------------------------------------- | ------------ | ----------------------------------------------- |
| 10 let Globusu aneb underground v kostce                | Globus, 2000 | Double album                                    |
| Milan Hlavsa — Než je dnes člověku 50 — poslední dekáda | Globus, 2001 | Double album                                    |
| Magor’s Shem (40 Year Anniversary Tour PPU 1968—2008)   | 2008         |                                                 |
| Vzpomínka na Mejlu — Live Fléda 2002—2013               | 2021         | 2-DVD tribute to Milan Hlavsa by PPU and others |